# Albert Berner Deutschland

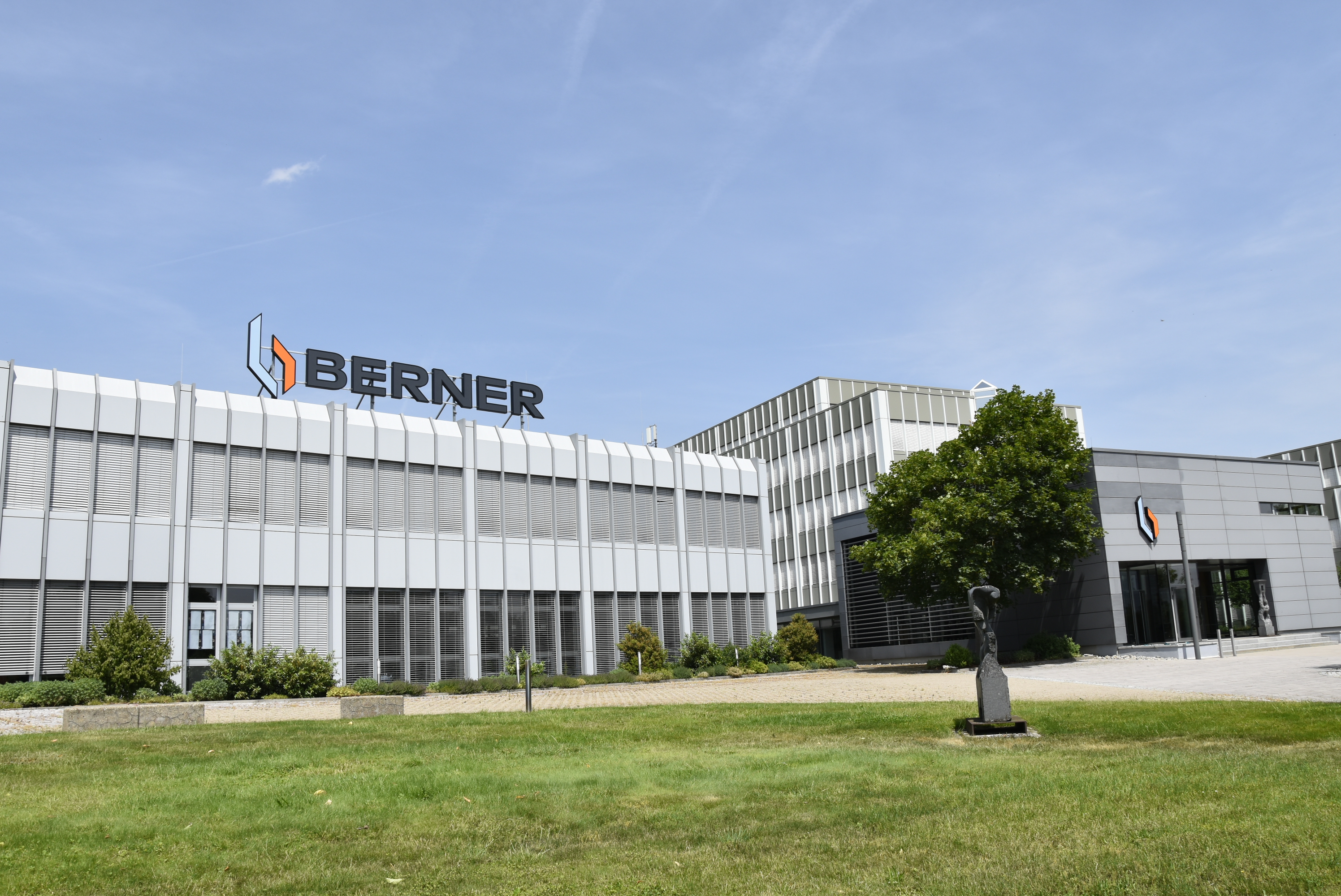
Hauptsitz in Künzelsau (2023)

Die Albert Berner Deutschland GmbH ist die deutsche Vertriebsgesellschaft der Berner-Gruppe, einer europaweit operierenden Unternehmensgruppe, die mit Befestigungs- und Montagetechnik für das Bau- und Metallhandwerk sowie für das Kraftfahrzeughandwerk handelt und hauptsächlich im Direktvertrieb verkauft. Sie ist Bestandteil der Berner Group.

## Geschichte
Das Unternehmen wurde am 1. April 1957 von Albert Berner im hohenlohischen Künzelsau als Schraubenhandlung gegründet. Bereits 1959 arbeiteten in neu angemieteten Räumen 15 Mitarbeiter, die 1961 die erste Umsatzmillion erwirtschafteten. In den Jahren 1963 bis 1972 wurde auf einer bebauten Gesamtfläche von 5800 m² der damalige Unternehmensstammsitz in Künzelsau errichtet. Im Jahre 1966 wurde der Berner-Nylondübel entwickelt. Ab 1969 begann Berner mit der Gründung von Auslandsgesellschaften in Österreich, Belgien, Frankreich und der Schweiz, seine europäische Unternehmensgruppe aufzubauen. Bis 1974 wurden weitere Gesellschaften in Dänemark, Italien und den Niederlanden gegründet und der Umsatz der Unternehmensgruppe vervierfacht.
1972 gründete Berner das Unternehmen BTI Befestigungstechnik GmbH als Tochterunternehmen. Im Jahre 1976 übernahm das Unternehmen mit Hsin-Ho eine Fabrik für Schrauben- und Befestigungstechnik in Taiwan und erwirtschaftete als europäisch agierendes Unternehmen ab 1978 einen Umsatz von mehr als 100 Millionen DM. Nachdem 1979 im Unternehmen mehr als 1000 Arbeitsplätze geschaffen worden waren, wurde im Jahr 1983 die Berner-Holding gegründet, die ab 1984 einen jährlichen Umsatz von mehr als 200 Millionen DM erwirtschaftete.
1989 zog das Unternehmen in seinen neuen und heute noch bestehenden Stammsitz Künzelsau-Garnberg. Von hier aus wurden ab 1990 die weiteren Auslandsgesellschaften in Norwegen, Schweden, Großbritannien, Ungarn, Tschechien, Luxemburg, Portugal und Spanien gegründet. Um der wirtschaftlichen Entwicklung gerecht zu werden, wird auch bei den Unternehmen Beto Tornado in Dortmund und Plica in der Schweiz produziert.
Im Wirtschaftsjahr 1998/99 überschritt das Unternehmen erstmals die Umsatzhöhe von einer Milliarde DM und verfügt zwischenzeitlich über 17 Auslandsgesellschaften und mehr als 5000 Mitarbeiter. 2001 übernahm Berner die Firma SPAFAX, einen französischen Spezialisten im Direktvertrieb von Werkzeugen, und konnte so den Ausbau seiner Marktposition in Frankreich fortsetzen und steigern.
Seit 2002 ist das Unternehmen anfangs mit einem Anteil von 50 % an dem Chemieunternehmen WIGO-Caramba beteiligt und seit 2006 vollständiger Eigentümer, nachdem der Bad Kreuznacher Unternehmer Bernd Gozdowski (Caramba Chemie) sich von seinem Anteil trennte. Es konnte damit sein Produktfeld Chemie deutlich erweitern.
Bis 2006 wurden die bestehenden Auslandsgesellschaften stetig erweitert und in Österreich, Spanien und Griechenland um Standorte des Tochterunternehmens BTI erweitert. Hinzu kamen auch die neuen Gesellschaften in Finnland, Lettland, Litauen, in der Slowakei und in der Türkei.
Um sich in der öffentlichen Wahrnehmung stärker von der Konzernzentrale, der Berner GmbH, zu differenzieren, wurde im April 2008 die Albert Berner GmbH in Albert Berner Deutschland GmbH umbenannt.

## Unternehmensstruktur
Die Berner Holding besteht aus der deutschen Gesellschaft und 21 Tochtergesellschaften im Ausland. Als deutsche Tochtergesellschaften zählen dazu die BTI Befestigungstechnik GmbH, die CarambaChemie GmbH & Co. KG in Duisburg und die Wigo-Werk Kreuznach Chemische Fabrik GmbH in Bad Kreuznach sowie die Airtrans Flugzeugvermietungs-Gesellschaft mbH in Künzelsau.
Die Albert Berner GmbH wird in die zwei Hauptgeschäftsfelder Division Bau- und Metallhandwerk sowie die Division Kfz-Handwerk aufgeteilt. Für das Unternehmen sind in Deutschland 750 Außendienst-Mitarbeiter tätig, die etwa 2 Millionen Kundenkontakte pro Jahr haben.
Das Unternehmen verfügt über eine Logistik mit einer Gesamtlagerfläche von 93.000 m² in Europa sowie mehrere Profi Points genannte Verkaufsniederlassungen in Deutschland und Europa.

## Produkte
Die Produktpalette von Berner umfasst nach eigenen Angaben mehr als 100.000 Artikel für den Bau-, Kfz- und Industriebereich aus den Bereichen Bohr-, Diamant- und Dübeltechnik, chemische Produkte, Direktmontage-Systeme, DIN-Normteile, Montage- und Isoliersysteme für Heizung, Elektro und Sanitär sowie Ordnungs- und Bevorratungssysteme, Werkzeuge und komplette Werkstattausrüstungen.